# سوباسيس روي شودري
سوباسيس روي شودري (27 سبتمبر 1986 بكلكتا في الهند - ) هو لاعب كرة قدم هندي في مركز حراسة المرمى. شارك مع منتخب الهند لكرة القدم. أما مع النوادي، فقد لعب مع نادي إيست بنغال ونادي دلهي ديناموس ونادي ديمبو وMahindra United FC ‏ وأتلتيكو كلكتا.

## روابط خارجية
- سوباسيس روي شودري على موقع قاعدة بيانات كرة القدم.إي يو (الإنجليزية)
- سوباسيس روي شودري على موقع ناشيونال فوتبول تيمز (الإنجليزية)
- سوباسيس روي شودري على موقع Soccerway.com (الإنجليزية)
- سوباسيس روي شودري على موقع عالم كرة القدم.نت (الإنجليزية)